# National Democratic Institute for International Affairs

Logo des National Democratic Institute for International Affairs

Das National Democratic Institute for International Affairs (NDI, deutsch „Nationales Demokratisches Institut für internationale Angelegenheiten“) ist eine US-amerikanische Einrichtung, die Programme zur Förderung von Demokratie in Entwicklungsländern durchführt. Es wurde 1983 gegründet. Sitz ist Washington, D.C. Seine Finanzierung erhält es zum Teil direkt von der US-Regierung durch die United States Agency for International Development und das Außenministerium, zum Teil indirekt durch das regierungsnahe National Endowment for Democracy.
Das NDI steht der Demokratischen Partei der USA nahe, verfolgt aber einen überparteilichen Ansatz (multiparty approach), arbeitet also anders als die deutschen parteinahen Stiftungen in jedem Land mit mehreren Parteien und nicht nur mit solchen aus der eigenen Parteienfamilie zusammen. Die Vorsitzende des Board of Directors des NDI ist die ehemalige Außenministerin Madeleine Albright. Ein früherer Vorsitzender war Walter Mondale. Seit September 2018 ist Derek Mitchell Präsident des NDI. Republikanisches Pendant zum NDI ist das International Republican Institute (IRI).
Im März 2016 wurde das NDI in Russland als „unerwünschte Organisation“ eingestuft.
Wegen des Vorwurfs unzulässiger Einmischung in die inneren Angelegenheiten Hongkongs wurde dem Regionaldirektor des Asien-Pazifik-Programms Manpreet Singh Anand sowie zwei Mitarbeitern des NDI-Büros Hongkong Ende November 2020 die Einreise in die Volksrepublik China (einschließlich Hongkong und Macau) dauerhaft verboten.